# Carea seticornis
Carea seticornis är en fjärilsart som beskrevs av Walker 1862. Carea seticornis ingår i släktet Carea och familjen trågspinnare. Inga underarter finns listade i Catalogue of Life.